# Max Wallraf

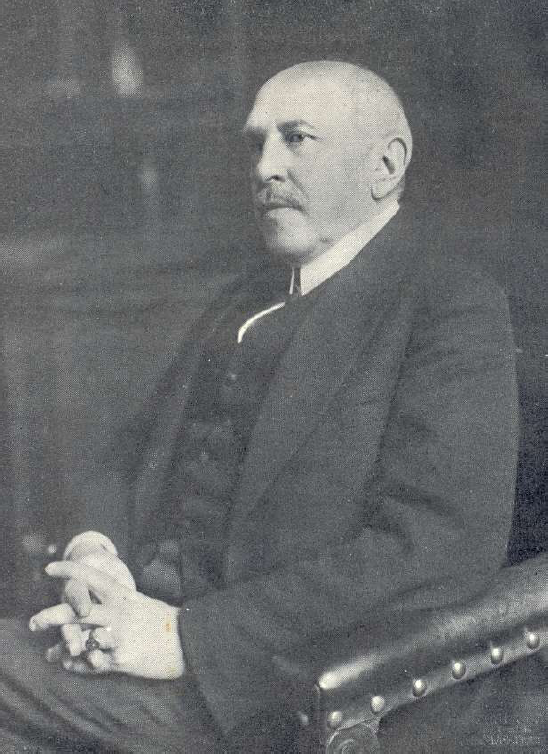
Max Wallraf

Max Ludwig Theodor Ferdinand Wallraf (* 18. September 1859 in Köln; † 6. September 1941 in Oberstdorf) war ein deutscher Jurist und Politiker (DNVP). Er war von 1917 bis 1918 Staatssekretär des Reichsamts des Inneren (Innenminister) und von 1924 bis 1925 Reichstagspräsident.

## Leben
Max Wallraf absolvierte das Apostelgymnasium, bevor er von 1878 bis 1881 Jura in Bonn, Heidelberg und Leipzig studierte. In Bonn war er von 1878 bis 1879 Kassenwart der katholischen Studentenverbindung K.St.V. Arminia Bonn im KV. Aufgrund seiner glühenden Begeisterung für Reichskanzler Otto von Bismarck musste er die Arminia verlassen, in seinen Lebenserinnerungen wies er jedoch ausdrücklich dankbar auf seine Mitgliedschaft als Student bei der Arminia hin. Zum Sommersemester 1880 kehrte er nach Bonn zurück und trat einer schlagenden Verbindung bei, dem „Akademischen Juristen-Verein“ (ab 1932 Akademische Verbindung Rheno-Colonia – heute: Bonn – im Miltenberger Ring) und wurde als Aktiver im Wintersemester 1880/81 „Erster“ der „jungen Vereinsbrüder“. Max Wallraf war in erster Ehe verheiratet mit Emma Kesselkaul († 1892). Seine zweite Frau war Anna Pauli († 1932). Er hatte drei Söhne.

## Politisches Wirken
Nach seiner Referendarzeit in Oberschlesien und Berlin war Wallraf von 1887 bis 1888 Regierungsassessor in Aachen und von 1889 bis 1894 Landrat in Malmedy. Ein weiteres Mal übte er das gleiche Amt in St. Goar von 1896 bis 1899 aus. Schließlich wurde er Polizeipräsident in Aachen von 1900 bis 1903 und vom 1. Oktober 1907 bis zum 8. August 1917 Oberbürgermeister der Stadt Köln. Außerdem war er von 1907 bis 1917 Mitglied der 1. Kammer (Herrenhaus) in Preußen und von 1908 bis 1917 Mitglied im Provinziallandtag der Rheinprovinz. 

Während des Ersten Weltkrieges übergab Max Wallraf zusammen mit der Prinzessin Viktoria die über 3 Meter hohe, von Wolfgang Wallner geschaffene Holzfigur des „Kölsche Boor“ (Kölner Bauer) vor dem Gürzenich ihrer Aufgabe. Zugunsten Kölner Kriegswitwen und Kriegswaisen konnte man für mindestens eine Mark in die hölzerne Figur einen Nagel schlagen. So kamen fast 1,6 Millionen Mark zusammen und aus dem hölzernen „Kölsche Boor“ wurde „Dä kölsche Boor en Iser“ (der Kölner Bauer in Eisen).

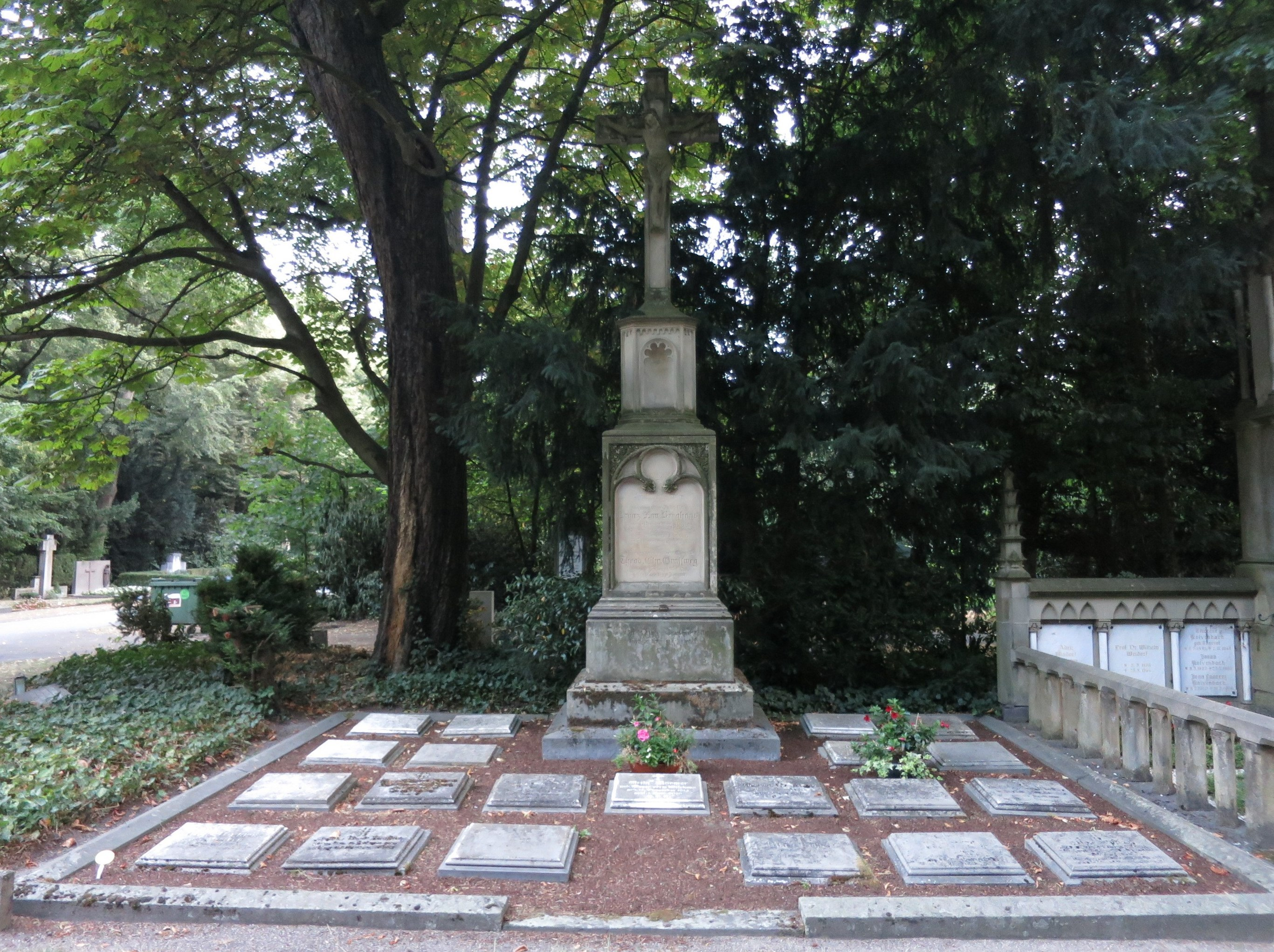
Max Wallraf – Familiengrabstätte

Vom 23. Oktober 1917 bis zum 7. Oktober 1918 war Max Wallraf Staatssekretär im Reichsamt des Innern. Wallraf trat der DNVP bei ihrer Gründung 1918 bei. Von 1921 bis 1924 war er Landtagsabgeordneter im preußischen Landtag für seine Partei. Im Mai 1924 wurde Wallraf für die DNVP im Wahlkreis 20 Köln-Aachen in den Deutschen Reichstag gewählt und war bis 1925 dessen Präsident. Er hatte bis 1930 als Abgeordneter ein Mandat im Parlament. Von 1921 bis 1924 war er erneut Mitglied im Provinziallandtag der Rheinprovinz.
Seit dem 1. Mai 1933 war er Mitglied der NSDAP.
Wallraf verstarb 1941 wenige Tage vor seinem 82. Geburtstag und wurde im Familiengrab auf dem Kölner Melaten-Friedhof (MA, zwischen HWG und Lit. P) beigesetzt.

## Familie
Max Wallraf war der Onkel von Emma Weyer, der ersten Ehefrau des späteren Bundeskanzlers Konrad Adenauer. Adenauer, später Amtsnachfolger Wallrafs, arbeitete eng mit ihm zusammen und stieg wohl auch durch seine Förderung zum Ersten Beigeordneten auf. Der Landrat Friedrich Gorius war ein Neffe Wallrafs. Sein Sohn, Rudolf Ludwig Maria Max Emanuel Wallraf war Landrat des Landkreises Grevenbroich-Neuß.

## Namensgebung
In Oberstdorf (Allgäuer Alpen) ist ein Wanderweg nach Max Wallraf benannt. Max Wallraf gastierte zu Lebzeiten oft als Gast in Oberstdorf und regte an, einen Höhenweg auf der Westseite des Rubihorns anzulegen. Dieser wurde realisiert und dient heute noch als einer der beliebtesten Wanderwege in Oberstdorf, der auf mittlerer Höhe immer wieder nachhaltige Ausblicke auf Oberstdorf, seine Ortsteile und das obere Illertal freigibt.
Auch im Siebengebirge wurde ein 1921/22 auf Initiative Wallrafs, der seinerzeit Vorsitzender des Verschönerungsvereins für das Siebengebirge war, am Südhang der Wolkenburg angelegter Fußweg als „Wallrafweg“ bezeichnet.